# Discographie de The Police
La discographie de The Police, groupe de rock britannique, se compose de cinq albums studio, deux albums live, six compilations et une vingtaine de singles. 
Le groupe sort son premier album en 1978, Outlandos d'Amour, qui connaît un succès international grâce aux titres Roxanne, Can't Stand Losing You et So Lonely. Leurs quatre albums suivants se classent tous n°1 au Royaume-Uni et en Australie, s'écoulant chacun à plus de huit millions d'exemplaires dans le monde (le dernier, Synchronicity, sorti en 1983, atteignant même les quinze millions).

Plusieurs de leurs chansons se sont également classées à la première place de plusieurs pays, comme Message in a Bottle, Walking on the Moon, Don't Stand So Close to Me, Every Little Thing She Does Is Magic et Every Breath You Take.
The Police a vendu plus de 75 millions d'albums à travers le monde,, et a remporté notamment six Grammy Awards et deux Brit Awards.

## Albums

### Albums studio
| Album                              | Classements                                                            | Classements | Classements | Classements | Classements | Classements | Classements | Classements | Classements | Classements | Classements | Classements | Classements | Classements | Classements | Classements | Certifications                                            | Ventes mondiales |
| Album                              | É-U                                                                    | CAN         | R-U         | IRL         | FRA         | ESP         | ITA         | SUI         | BE/W        | BE/F        | P-B         | ALL         | AUT         | SUE         | AUS         | N-Z         | Certifications                                            | Ventes mondiales |
| ---------------------------------- | ---------------------------------------------------------------------- | ----------- | ----------- | ----------- | ----------- | ----------- | ----------- | ----------- | ----------- | ----------- | ----------- | ----------- | ----------- | ----------- | ----------- | ----------- | --------------------------------------------------------- | ---------------- |
| Outlandos d'Amour - Label : A&M    | 23                                                                     | 22          | 6           | N/D         | N/D         | N/D         | -           | N/D         | N/D         | N/D         | 2           | -           | -           | -           | 15          | 6           | : Platine : Platine : Platine : Platine : Or : Platine    | 6 250 000        |
| Reggatta de Blanc - Label : A&M    | 25                                                                     | 3           | 1           | N/D         | N/D         | N/D         | 7           | N/D         | N/D         | N/D         | 1           | 16          | -           | 21          | 1           | 4           | : Platine : Platine : Platine : Platine : Or : Platine    | 8 000 000        |
| Zenyattà Mondatta - Label : A&M    | 5                                                                      | 2           | 1           | N/D         | N/D         | N/D         | 2           | N/D         | N/D         | N/D         | 2           | 5           | 14          | 8           | 1           | 3           | : 2x Platine : Platine : Platine : Platine : Or : Platine | 8 800 000        |
| Ghost in the Machine - Label : A&M | 2                                                                      | 1           | 1           | N/D         | N/D         | N/D         | 1           | N/D         | N/D         | N/D         | 1           | 4           | 11          | 6           | 1           | 5           | : 3x Platine : Platine : Platine : Or : Or                | 8 100 000        |
| Synchronicity - Label : A&M        | 1                                                                      | 1           | 1           | N/D         | N/D         | N/D         | 1           | N/D         | N/D         | N/D         | 2           | 4           | 11          | 4           | 1           | 1           | : 8x Platine : Platine : Platine : Platine : Or           | 15 000 000       |
|                                    | Le sigle « N/D » signifie que les classements ne sont pas disponibles. |             |             |             |             |             |             |             |             |             |             |             |             |             |             |             |                                                           |                  |

### Albums Live
| Album                                           | Classements                                                            | Classements                                                   | Classements                                                   | Classements                                                   | Classements                                                   | Classements                                                   | Classements                                                   | Classements                                                   | Classements                                                   | Classements                                                   | Classements                                                   | Classements                                                   | Classements                                                   | Classements                                                   | Classements                                                   | Classements                                                   | Certifications | Ventes mondiales |
| Album                                           | É-U                                                                    | CAN                                                           | R-U                                                           | IRL                                                           | FRA                                                           | ESP                                                           | ITA                                                           | SUI                                                           | BE/W                                                          | BE/F                                                          | P-B                                                           | ALL                                                           | AUT                                                           | SUE                                                           | AUS                                                           | N-Z                                                           | Certifications | Ventes mondiales |
| ----------------------------------------------- | ---------------------------------------------------------------------- | ------------------------------------------------------------- | ------------------------------------------------------------- | ------------------------------------------------------------- | ------------------------------------------------------------- | ------------------------------------------------------------- | ------------------------------------------------------------- | ------------------------------------------------------------- | ------------------------------------------------------------- | ------------------------------------------------------------- | ------------------------------------------------------------- | ------------------------------------------------------------- | ------------------------------------------------------------- | ------------------------------------------------------------- | ------------------------------------------------------------- | ------------------------------------------------------------- | -------------- | ---------------- |
| Live! - Label : A&M                             | 86                                                                     | 57                                                            | 25                                                            | N/D                                                           | -                                                             | N/D                                                           | -                                                             | -                                                             | 25                                                            | 41                                                            | 17                                                            | 43                                                            | -                                                             | -                                                             | 100                                                           | 36                                                            | : Platine      | 1 450 000        |
| Certifiable: Live in Buenos Aires - Label : A&M | Non classé dans les Top Albums car considéré comme une vidéo.          | Non classé dans les Top Albums car considéré comme une vidéo. | Non classé dans les Top Albums car considéré comme une vidéo. | Non classé dans les Top Albums car considéré comme une vidéo. | Non classé dans les Top Albums car considéré comme une vidéo. | Non classé dans les Top Albums car considéré comme une vidéo. | Non classé dans les Top Albums car considéré comme une vidéo. | Non classé dans les Top Albums car considéré comme une vidéo. | Non classé dans les Top Albums car considéré comme une vidéo. | Non classé dans les Top Albums car considéré comme une vidéo. | Non classé dans les Top Albums car considéré comme une vidéo. | Non classé dans les Top Albums car considéré comme une vidéo. | Non classé dans les Top Albums car considéré comme une vidéo. | Non classé dans les Top Albums car considéré comme une vidéo. | Non classé dans les Top Albums car considéré comme une vidéo. | Non classé dans les Top Albums car considéré comme une vidéo. |                |                  |
|                                                 | Le sigle « N/D » signifie que les classements ne sont pas disponibles. |                                                               |                                                               |                                                               |                                                               |                                                               |                                                               |                                                               |                                                               |                                                               |                                                               |                                                               |                                                               |                                                               |                                                               |                                                               |                |                  |

### Compilations
| Album                                             | Classements | Classements | Classements | Classements | Classements | Classements | Classements | Classements | Classements | Classements | Classements | Classements | Classements | Classements | Classements | Classements | Certifications                                   | Ventes mondiales |
| Album                                             | É-U | CAN         | R-U         | IRL         | FRA         | ESP         | ITA         | SUI         | BE/W        | BE/F        | P-B         | ALL         | AUT         | SUE         | AUS         | N-Z         | Certifications                                   | Ventes mondiales |
| ------------------------------------------------- | --- | ----------- | ----------- | ----------- | ----------- | ----------- | ----------- | ----------- | ----------- | ----------- | ----------- | ----------- | ----------- | ----------- | ----------- | ----------- | ------------------------------------------------ | ---------------- |
| Every Breath You Take: The Singles - Label : A&M  | 7 | N/D         | 1           | N/D         | 1           | N/D         | 23          | 21          | N/D         | N/D         | 11          | 18          | 20          | -           | 4           | 1           | : 5x Platine : Platine : 4x Platine : 2x Platine | 14 900 000       |
| Their Greatest Hits - Label : A&M                 | X | X           | X           | X           | X           | N/D         | 4           | -           | N/D         | N/D         | 7           | 5           | -           | -           | -           | 28          | : Or                                             |                  |
| Greatest Hits - Label : A&M                       | X | 24          | 10          | N/D         | 1           | N/D         | -           | 23          | N/D         | N/D         | -           | 5           | 66          | -           | 16          | 1           | : Platine : 2x Platine : Platine : 5x Platine    | 4 550 000        |
| The Very Best of Sting & The Police - Label : A&M | 46 | 66          | 1           | N/D         | 1           | N/D         | 5           | 17          | 14          | 8           | 17          | 18          | 4           | 26          | 22          | 5           | : Or : 4x Platine : 2x Or : Or : Or              | 7 200 000        |
| The Police - Label : A&M                          | 11 | -           | 3           | 2           | 2           | 20          | 17          | 20          | 16          | 2           | 5           | 78          | 65          | 29          | 17          | 4           | : Or : Platine : Or                              | 1 500 000        |
|                                                   | Le sigle « N/D » signifie que les classements ne sont pas disponibles. Le sigle « X » signifie que l'album n'est pas sorti dans ce pays. |             |             |             |             |             |             |             |             |             |             |             |             |             |             |             |                                                  |                  |

## Singles
| Année | Single                                                | Classements | Classements | Classements | Classements | Classements | Classements | Classements | Classements | Classements | Classements | Classements | Classements | Classements | Classements | Classements | Classements | Album                               |
| Année | Single                                                | É-U | CAN         | R-U         | IRL         | FRA         | ESP         | ITA         | SUI         | BE/W        | BE/F        | P-B         | ALL         | AUT         | SUE         | AUS         | N-Z         | Album                               |
| ----- | ----------------------------------------------------- | --- | ----------- | ----------- | ----------- | ----------- | ----------- | ----------- | ----------- | ----------- | ----------- | ----------- | ----------- | ----------- | ----------- | ----------- | ----------- | ----------------------------------- |
| 1977  | Fall Out                                              | X | X           | 47          | -           | X           | X           | X           | X           | X           | X           | X           | X           | X           | X           | X           | X           |                                     |
| 1978  | Roxanne                                               | 32 | 31          | 12          | 22          | 8           | 14          | -           | -           | N/D         | -           | 19          | -           | -           | -           | 34          | 8           | Outlandos d'Amour                   |
| 1978  | Can't Stand Losing You                                | - | -           | 2           | 7           | -           | -           | -           | -           | N/D         | 15          | 10          | -           | -           | -           | 98          | 48          | Outlandos d'Amour                   |
| 1978  | So Lonely                                             | X | X           | 6           | 7           | -           | -           | -           | -           | N/D         | -           | 26          | -           | -           | -           | 99          | -           | Outlandos d'Amour                   |
| 1979  | Message in a Bottle                                   | 74 | 2           | 1           | 1           | 3           | 1           | 21          | -           | N/D         | 5           | 4           | 35          | 24          | 20          | 5           | 11          | Reggatta de Blanc                   |
| 1979  | Walking on the Moon                                   | - | 65          | 1           | 1           | 5           | 20          | -           | -           | N/D         | 16          | 8           | -           | -           | -           | 9           | 12          | Reggatta de Blanc                   |
| 1979  | Bring on the Night                                    | - | X           | X           | X           | X           | X           | X           | X           | X           | X           | X           | -           | X           | X           | X           | X           | Reggatta de Blanc                   |
| 1980  | Don't Stand So Close to Me                            | 10 | 2           | 1           | 1           | 8           | 5           | 3           | -           | N/D         | 8           | 3           | 23          | -           | 14          | 3           | 2           | Zenyatta Mondatta                   |
| 1980  | De Do Do Do, De Da Da Da                              | 10 | 5           | 5           | 2           | 12          | 2           | 17          | 4           | N/D         | 13          | 10          | 15          | 8           | -           | 6           | 8           | Zenyatta Mondatta                   |
| 1981  | Invisible Sun                                         | X | X           | 2           | 5           | X           | X           | X           | X           | X           | X           | 27          | X           | X           | X           | 89          | -           | Ghost in the Machine                |
| 1981  | Every Little Thing She Does Is Magic                  | 3 | 1           | 1           | 1           | 13          | 3           | 2           | -           | N/D         | 3           | 1           | 21          | -           | -           | 2           | 7           | Ghost in the Machine                |
| 1981  | Spirits in the Material World                         | 11 | 13          | 12          | 6           | -           | -           | -           | -           | N/D         | 8           | 8           | 44          | -           | -           | 50          | -           | Ghost in the Machine                |
| 1982  | Secret Journey                                        | 46 | -           | X           | X           | X           | X           | X           | X           | X           | X           | X           | X           | X           | X           | -           | -           | Ghost in the Machine                |
| 1983  | Every Breath You Take                                 | 1 | 1           | 1           | 1           | 13          | 3           | 3           | 6           | N/D         | 9           | 3           | 8           | 8           | 2           | 2           | 6           | Synchronicity                       |
| 1983  | Wrapped Around Your Finger                            | 8 | 10          | 7           | 1           | -           | 2           | 13          | -           | N/D         | 15          | 24          | 32          | -           | -           | 26          | 22          | Synchronicity                       |
| 1983  | Synchronicity II                                      | 16 | 21          | 17          | 12          | -           | -           | -           | -           | N/D         | -           | -           | -           | -           | -           | -           | -           | Synchronicity                       |
| 1984  | King of Pain                                          | 3 | 1           | 17          | 7           | -           | -           | -           | -           | N/D         | 19          | -           | 57          | -           | -           | 44          | -           | Synchronicity                       |
| 1986  | Don't Stand So Close to Me '86                        | 46 | 27          | 24          | 11          | -           | -           | -           | -           | N/D         | 21          | 19          | -           | -           | -           | 32          | -           | Every Breath You Take: The Singles  |
| 1995  | Can't Stand Losing You (Live)                         | X | X           | 27          | -           | -           | -           | -           | -           | -           | -           | -           | -           | -           | -           | X           | X           | Live!                               |
| 1997  | Roxanne '97 (Puff Daddy remix)                        | 59 | 26          | 17          | -           | -           | 10          | 24          | -           | -           | -           | 69          | -           | -           | -           | -           | -           | The Very Best of Sting & The Police |
| 2000  | When the World Is Running Down (Different Gear remix) | X | X           | 28          | -           | -           | -           | -           | -           | -           | -           | 94          | -           | -           | -           | -           | -           |                                     |
|       |                                                       | Le sigle « N/D » signifie que les classements ne sont pas disponibles. Le sigle « X » signifie que le titre n'est pas sorti en single dans ce pays. |             |             |             |             |             |             |             |             |             |             |             |             |             |             |             |                                     |